# Рахмонов, Шухрат Нурмухамматович
Шухрат Нурмухамматович Рахмонов (Рахманов) (8 мая 1990) — киргизский футболист, защитник клуба «Алай». Выступал за сборную Кыргызстана.

## Биография

### Клубная карьера
В 2007 году был в заявке клуба высшей лиги Кыргызстана «Кант-77». На следующий год выступал за «Алай» (Ош), автором первого гола в высшей лиге стал 27 апреля 2008 года в матче против бишкекской «Плазы» (1:0). По итогам сезона 2008 года стал бронзовым призёром чемпионата.
В 2010 году играл за бишкекскую «Алгу», а в 2011 году — за «Нефтчи» (Кочкор-Ата), с которым стал серебряным призёром чемпионата.
С 2013 года снова играет за «Алай», в его составе неоднократно становился чемпионом (2013, 2015, 2016, 2017) и призёром чемпионата Кыргызстана. Обладатель Кубка Кыргызстана 2013 года, в финальном матче против «Дордоя» забил решающий мяч в серии послематчевых пенальти. Принимал участие в нескольких розыгрышах Кубка АФК.

### Карьера в сборной
Первый вызов в национальную сборную Кыргызстана получил в 16-летнем возрасте, в марте 2007 года перед турниром «Кубок Алма-ТВ», однако тогда во всех матчах оставался в запасе. Дебютировал в составе сборной 23 июля 2011 года в отборочном турнире чемпионата мира против Узбекистана, заменив на 58-й минуте Валерия Кичина. В июле 2011 года принял участие в обоих матчах против Узбекистана, после чего более не выступал за сборную.